# امپراتوری بیزانس تحت خاندان کنستانتین و والنتینیان
امپراتوری بیزانس تحت خاندان کنستانتین و والنتینیان (انگلیسی: Byzantine Empire under the Constantinian and Valentinian dynasties)، به دوره‌ای از امپراتوری بیزانس اطلاق می‌شود که از زمان انتقال پایتخت امپراتوری به قسطنطنیه ( که قبلاً نووآ روما نامیده می‌شد) در زمان کنستانتین یکم آغاز و تا زمان تاج‌گذاری تئودئوس یکم ادامه یافت. 